# Klaus Schnädelbach
Klaus Schnädelbach (* 2. Oktober 1934 in Altenburg) ist ein deutscher Geodät und emeritierter Hochschulprofessor für Allgemeine Geodäsie an der TU München. Er ist Autor von etwa 100 Fachartikeln und Initiator zahlreicher Projekte.
Er gehörte (mit Rudolf Sigl und anderen) zum Kreis jener jüngeren Wissenschaftler, für die der bekannte Lehrbuchautor und spätere Rektor der Münchener TU, Max Kneissl, eine Art Mentor war. Schnädelbach wohnt in Dachau.

## Fachlicher Werdegang
Schnädelbach begann sein Studium des Vermessungswesens 1953 an der TH Karlsruhe und schloss es 1958 als Dipl.-Ing. ab. In der anschließenden Zeit als Referendar nahm er 1959 an der Internationalen Glaziologischen Grönland-Expedition (EGIG) teil. Von 1962 (Große Staatsprüfung) bis 1971 war er wissenschaftlicher Assistent, später Akademischer Rat am Geodätischen Institut der Universität (TH) Karlsruhe und promovierte 1966 zum Dr.-Ing. mit dem Thema "Simultane Ortsbestimmung durch Photographie der Sternbahnen". Diese Arbeit wurde Grundlage mancher weiterführender Projekte, u. a. an den Universitäten bzw. TUs von Hannover, Stuttgart, München und Wien.
Seine Habilitation erfolgte 1971 mit einer Arbeit zur Mathematischen Geodäsie (geodätische Linien auf dem Referenzellipsoid und Projektion auf die Kugel). Im selben Jahr wechselte er als Direktor der I. Abteilung des DGFI nach München.
Hier erhielt er – mit 40 Jahren relativ früh – 1974 einen Ruf zum Ordinarius für Allgemeine Geodäsie an die TU München und wirkte dort als Ordinarius bis zu seiner Emeritierung im Jahr 2000.
Zu seinem Nachfolger wurde Thomas Wunderlich von der TU Wien berufen, der auch die Laudatio zu seinem 70. Geburtstag hielt.

## Wichtigste Forschungsthemen
Schnädelbachs breit gefächertes wissenschaftliches Œuvre reicht von der Automatisierung der Mess- und Rechentechnik über spezielle Algorithmen zur gemeinsamen Verarbeitung terrestrischer Messungen mit jenen der Satellitengeodäsie bis zur Kalibrierung von Industrie-Robotern. Speziell diese Pioniertätigkeit erforderte viel Einsatzfreude und Konsequenz. Auch die Einrichtung des Fachgebiets Geoinformationssysteme und eines instrumentenkundlichen Prüf-Labors unter Wolfgang Maurer ist ihm zu verdanken.
Zusammengefasst sind die Hauptarbeitsgebiete Schnädelbachs:
- Rechenverfahren der Landesvermessung
- Geodätische Präzisions-Messtechnik
- Geodätisches Prüflabor für geodätische Messinstrumente
- Projekte der Ingenieurgeodäsie im Bereich der Architektur und Archäologie sowie mit Bauingenieuren und im Maschinenbau.

Zur Weiterentwicklung der Ingenieurvermessung in Forschung und Lehre dienten auch die gemeinsam mit der ETH Zürich und der TU Graz ins Leben gerufenen Internationalen Ingenieurvermessungskurse, von denen jene der Jahre 1988 und 2000 an der TU München ausgerichtet wurden.

## Tätigkeiten außerhalb der Hochschule
Seit 1975 war Schnädelbach ordentliches Mitglied der Deutschen Geodätischen Kommission an der Bayerischen Akademie der Wissenschaften und von 1986 bis 1996 ihr Ständiger Sekretär. In Anerkennung einiger Kooperationen erhielt er die Ehrenmedaille der Universität Ljubljana.
Ferner war er Mitglied in der Kommission für die Internationale Erdmessung der Bayerischen Akademie der Wissenschaften und im Kuratorium des Deutschen Museums, das ihm die Oskar-von-Miller-Medaille in Gold verlieh. In Anerkennung seiner Verdienste um das Vermessungswesen in Bayern erhielt er 2003 die Soldnermedaille des Bayerischen Ministeriums der Finanzen.

## Wichtigste Veröffentlichungen von Klaus Schnädelbach
- Simultane Ortsbestimmung durch Photographie der Sternbahnen. DGK Reihe C, Band 99, München / Karlsruhe 1966
- Berechnung der geodätischen Linien durch konforme Abbildung des Ellipsoids auf die Kugel. DGK Reihe C, Band 185, München 1972
- Ingenieurvermessung 88 (Hrsg. mit Heinrich Ebner) im Dümmler Verlag, Bonn 1988
- Ingenieurvermessung 2000 (Hrsg. mit Mathäus Schilcher): 13. International Course on Engineering Surveying (440 S., Inhalt). Bd. 33, Vermessungswesen im Verlag Wittwer, Stuttgart 2000.